# پومپوئی

پومپوئی شهری در شهرستان پومپوئی در استان باله در بورکینافاسوی جنوبی است و جمعیت آن ۲۷۱۰ نفر است.